# Indicador de ventas
Los indicadores de ventas del cuadro de mando suelen ser las ventas por metro cuadrado, las ventas por empleado y ventas por establecimiento.
Las ventas por metro cuadrado. Un ratio muy empleado para realizar comparaciones entre distintas secciones de una tienda, entre tiendas y entre distintas empresas. Las ventas por metro cuadrado facilitan analizar la evolución de las tiendas a lo largo del tiempo. Es un dato que suele estar fácilmente disponible para comparar las empresas unas con otras.
Las ventas por empleado es igualmente un indicador fácil de conseguir. Permite realizar comparaciones entre secciones, tiendas y empresas. Y también es un ratio que nos facilita seguir la evolución a lo largo del tiempo.
Ventas por establecimiento. Si dividimos las ventas totales entre el número de tiendas de la cadena, obtenemos la media de ventas por establecimiento. Permite comparar unas tiendas con otras y 
.Los indicadores para cualquier empresa las utilizan para  vender su equipo comercial, pero son muy pocas las empresas que las utilizan, pero muchas las utilizan para medir como pueden influir estas en sus equipos comerciales para que las ventas y sus beneficios sigan creciendo, son capaz de conseguir estos indicadores para poder conseguir que las empresas crezcan y estas sigan siendo las líderes en el mercado.
.También existen los indicadores de ventas por empleado
Estas herramientas son excelentes para poder medir algunos funcionamiento para la organización en la cual se encuentran laborando, para la productividad real y productividad efectiva
- Datos: Q5915285